# Разнас (национальный парк)
Национальный парк «Ра́знас» (латыш. Rāznas nacionālais parks) расположен в восточной части Латвии, на Латгальской возвышенности. Площадь парка составляет 59 615 га. Национальный парк находится преимущественно на территории Резекненского края, частично также в Дагдском и Лудзенском краях.
Основан 1 января 2007 года путём изменения статуса существовавшего ранее одноимённого природного парка. Инициатива такого преобразования исходила из Даугавпилсского университета.
Национальный парк был создан для защиты озера Разнас, являющегося вторым по величине озером в Латвии, и прилегающих к нему районов. 14 % площади Национального парка составляет водная поверхность. Наиболее ценные экосистемы — естественные лиственные леса с большим числом редких видов растений, которые произрастают на некоторых из 26 островов на озере Эжэзерс. Высокой природоохранной ценностью также обладают близкие к естественным луга.